# Чемпионат Испании по регби
Дивисьон де Онор (исп. División de Honor), ввиду рекламных обязательств официально именуемая Liga Renfe División de Honor, — ведущая регбийная лига Испании, созданная в 1953 г. На данный момент в турнире участвуют двенадцать команд. По итогам каждого сезона слабейший коллектив покидает высший дивизион, а его место занимает клуб-победитель плей-офф Дивисьон де Онор Б. Команда, занявшая 11 место, играет матч с командой, проигравшей плей-офф в Дивисьон де Онор Б. Победитель чемпионата получает право участвовать в Европейском кубке вызова — втором по силе участников европейском состязании. Действующим победителем Дивисьон де Онор является «Вальядолид» из области Кастилия и Леон.

## Формат
Сезон проходит с сентября по март следующего года. Каждая пара команд проводит между собой два матча на стадионах обоих участников. Таким образом, клубы проводят за соревновательный год по 22 матчей. Турнирные очки присуждаются по следующей схеме:
- 4 очка за победу;
- 2 очка за ничью;
- 1 бонусное очко присуждается команде, занёсшей 4 и более попыток за одну игру;
- 1 бонусное очко присуждается команде, уступившей сопернику с разницей 7 очков и менее.

По итогам регулярного сезона шесть первых команд получают право играть в плей-офф за титул чемпиона, при этом команды, занявшие первое и второе места, попадают в плей-офф на стадии полуфинала.

### Ротация между дивизионами
Как уже упоминалось, по итогам каждого сезона слабейший коллектив покидает высший дивизион, а его место занимает клуб-победитель плей-офф Дивисьон де Онор Б. Команда, занявшая 11 место, играет матч с командой, проигравшей плей-офф в Дивисьон де Онор Б..

## Команды
Сезон 2015/16
| Команда                | Стадион                         | Вместимость | Город/провинция                  |
| ---------------------- | ------------------------------- | ----------- | -------------------------------- |
| «Алькобендас»          | «Лас Террасас»                  | 500         | Алькобендас, Мадрид              |
| «Барселона»            | «Ла Теиксонера»                 | 500         | Барселона, Каталония             |
| «Бискайя Герника»      | «Урбьета»                       | 2500        | Герника, Бискайя                 |
| «Вальядолид»           | «Пепе Рохо»                     | 5000        | Вальядолид                       |
| «Гечо Артеа»           | «Фадура»                        | 4000        | Гечо, Бискайя                    |
| «Индепендьенте»        | «Сан-Роман»                     | 1500        | Сантандер, Кантабрия             |
| «Комплутенсе Сиснерос» | «Эстадио Насьональ Комплутенсе» | 12 400      | Мадрид                           |
| «Мадрид»               | «Валле де лас Каньяс»           | 300         | Посуэло-де-Аларкон, Мадрид       |
| «Ордисиа»              | «Альтамира»                     | 500         | Вильяфранка-де-Ордисиа, Гипускоа |
| «Сантбойана»           | «Бальдири Алеу»                 | 4000        | Сант-Бой-де-Льобрегат, Барселона |
| «Эль Сальвадор»        | «Пепе Рохо»                     | 5000        | Вальядолид                       |
| «Эрнани»               | «Ландаре Токи»                  | 500         | Эрнани, Гипускоа                 |

## Сезон 2015/16
| \| División de Honor — 2015/16 \| |                      |      |       |        |       |           |        |        |                 |                   |
|                                   | Клуб                 | Очки | Матчи | Победы | Ничьи | Поражения | Очки + | Очки - | Бонус (попытки) | Бонус (поражение) |
| 1º.                               | Алькобендас          | 0    | 0     | 0      | 0     | 0         | 0      | 0      | 0               | 0                 |
| 2º.                               | Барселона            | 0    | 0     | 0      | 0     | 0         | 0      | 0      | 0               | 0                 |
| 3º.                               | Бискайя Герника      | 0    | 0     | 0      | 0     | 0         | 0      | 0      | 0               | 0                 |
| 4º.                               | Вальядолид           | 0    | 0     | 0      | 0     | 0         | 0      | 0      | 0               | 0                 |
| 5º.                               | Гечо Артеа           | 0    | 0     | 0      | 0     | 0         | 0      | 0      | 0               | 0                 |
| 6º.                               | Индепендьенте        | 0    | 0     | 0      | 0     | 0         | 0      | 0      | 0               | 0                 |
| 7º.                               | Комплутенсе Сиснерос | 0    | 0     | 0      | 0     | 0         | 0      | 0      | 0               | 0                 |
| 8º.                               | Мадрид               | 0    | 0     | 0      | 0     | 0         | 0      | 0      | 0               | 0                 |
| 9º.                               | Ордисиа              | 0    | 0     | 0      | 0     | 0         | 0      | 0      | 0               | 0                 |
| 10º.                              | Сантабойана          | 0    | 0     | 0      | 0     | 0         | 0      | 0      | 0               | 0                 |
| 11º.                              | Эль Сальвадор        | 0    | 0     | 0      | 0     | 0         | 0      | 0      | 0               | 0                 |
| 12º.                              | Эрнани               | 0    | 0     | 0      | 0     | 0         | 0      | 0      | 0               | 0                 |
| División de Honor — 2015/16       |                      |      |       |        |       |           |        |        |                 |                   |

Источник: Federación Española de Rugby
|  | Прямой выход в полуфинал          |
|  | Выход в четвертьфинал             |
|  | Попадание в плей-офф за выживание |
|  | Выбывание                         |

## История розыгрышей
| Год     | Чемпион                    | Второе место               | Третье место             |
| ------- | -------------------------- | -------------------------- | ------------------------ |
| 1953    | «Барселона»                | «Атлетико» (Мадрид)        | «Сантбойана»             |
| 1954    | «Барселона»                | «Атлетико» (Мадрид)        | «Натасьо Барселона»      |
| 1955-69 | не проводился              | не проводился              | не проводился            |
| 1970    | «Атлетико» (Сан-Себастьян) | «Барселона»                | «Каноэ»                  |
| 1971    | «Каноэ»                    | «Эль Сальвадор»            | «Барселона»              |
| 1972    | «Каноэ»                    | «Эль Сальвадор»            | «Сантбойана»             |
| 1973    | «Каноэ»                    | «Аркитектура»              | «Эль Сальвадор»          |
| 1974    | «Аркитектура»              | «Натасьо Барселона»        | «Каноэ»                  |
| 1975    | «Аркитектура»              | «Сиснерос»                 | «Метрополитано» (Мадрид) |
| 1976    | «Сиснерос»                 | «Аркитектура»              | «Метрополитано» (Мадрид) |
| 1977    | «Аркитектура»              | «Метрополитано» (Мадрид)   | «Сиснерос»               |
| 1978    | «Атлетико» (Сан-Себастьян) | «Аркитектура»              | «Метрополитано» (Мадрид) |
| 1979    | «Атлетико» (Сан-Себастьян) | «Эрнани»                   | «Ирун»                   |
| 1979    | «Метрополитано» (Мадрид)   | «Сиснерос»                 | «Аркитектура»            |
| 1979    | «Корнелья»                 | «Сантбойана»               | «Валенсия»               |
| 1979    | «Амигос дель Рагби»        | «Севилья»                  | «Универсидад де Гранада» |
| 1980    | «Метрополитано» (Мадрид)   | «Эрнани»                   | «Валенсия»               |
| 1981    | «Аркитектура»              | «Эрнани»                   | «Валенсия»               |
| 1982    | «Аркитектура»              | «Эрнани»                   | «Барселона»              |
| 1983    | «Валенсия»                 | «Атлетико» (Сан-Себастьян) | «Сантбойана»             |
| 1984    | «Сантбойана»               | «Метрополитано» (Мадрид)   | «Эрнани»                 |
| 1985    | «Сиснерос»                 | «Атлетико» (Сан-Себастьян) | «Аркитектура»            |
| 1986    | «Аркитектура»              | «Сантбойана»               | «Сиснерос»               |
| 1987    | «Сантбойана»               | «Аркитектура»              | «Валенсия»               |
| 1988    | «Аркитектура»              | «Сантбойана»               | «Эль Сальвадор»          |
| 1989    | «Сантбойана»               | «Сиснерос»                 | «Аркитектура»            |
| 1990    | «Аркитектура»              | «Эль Сальвадор»            | «Сьенсьяс»               |
| 1991    | «Эль Сальвадор»            | «Лисео Франсес»            | «Гечо»                   |
| 1992    | «Сьенсьяс»                 | «Сантбойана»               | «Лисео Франсес»          |
| 1993    | «Гечо»                     | «Лисео Франсес»            | «Сьенсьяс»               |
| 1994    | «Сьенсьяс»                 | «Гечо»                     | «Эль Сальвадор»          |
| 1995    | «Аркитектура»              | «Гечо»                     | «Вальядолид»             |
| 1996    | «Сантбойана»               | «Сьенсьяс»                 | «Гечо»                   |
| 1997    | «Сантбойана»               | «Гечо»                     | «Аркитектура»            |
| 1998    | «Эль Сальвадор»            | «Сантбойана»               | «Реал Каноэ»             |
| 1999    | «Вальядолид»               | «Сантбойана»               | «Сьенсьяс»               |
| 2000    | «Реал Каноэ»               | «Эль Сальвадор»            | «Сантбойана»             |
| 2001    | «Вальядолид»               | «Универсидад де Севилья»   | «Лисео Франсес»          |
| 2002    | «Ла Моралеха Алькобендас»  | «Эль Сальвадор»            | «Мадрид 2012»            |
| 2003    | «Эль Сальвадор»            | «Ла Моралеха Алькобендас»  | «Вальядолид»             |
| 2004    | «Эль Сальвадор»            | «Мадрид 2М12»              | «Вальядолид РАК»         |
| 2005    | «Сантбойана»               | «Эль Сальвадор»            | «Бера Бера»              |
| 2006    | «Сантбойана»               | «Эль Сальвадор»            | «Барселона УСАП»         |
| 2007    | «Эль Сальвадор»            | «Мадрид Нороэсте»          | «Сантбойана»             |
| 2008    | «Эль Сальвадор»            | «Сьенсьяс»                 | «Посуэло Боадилья»       |
| 2009    | «Мадрид»                   | «Эль Сальвадор»            | «Сьенсьяс»               |
| 2010    | «Эль Сальвадор»            | «Ла Вила»                  | «Сьенсьяс»               |
| 2011    | «Ла Вила»                  | «Ордисиа»                  | «Эль Сальвадор»          |
| 2012    | «Вальядолид»               | «Ордисиа»                  | «Сантбойана»             |
| 2013    | «Вальядолид»               | «Сантбойана»               | «Бискайя Герника»        |
| 2014    | «Вальядолид»               | «Эль Сальвадор»            | «Комплутенсе Сиснерос»   |
| 2015    | «Вальядолид»               | «Сантбойана»               | «Комплутенсе Сиснерос»   |
| 2016    | «Эль Сальвадор»            | «Вальядолид»               | «Индепендьенте»          |
| 2017    | «Вальядолид»               | «Эль Сальвадор»            | «Алькобендас»            |
| 2018    | «Вальядолид»               | «Эль Сальвадор»            | «Алькобендас»            |
| 2019    | «Вальядолид»               | «Эль Сальвадор»            | «Алькобендас»            |
| 2020    | «Вальядолид»               | «Эль Сальвадор»            | «Алькобендас»            |
| 2021    | «Вальядолид»               | «Алькобендас»              | «Эль Сальвадор»          |
| 2022    | «Сантбойана»               | «Ордисиа»                  | «Эль Сальвадор»          |
| 2023    | «Вальядолид»               | «Апарехадорес»             | «Сьенсьяс»               |
| 2024    | «Вальядолид»               | «Апарехадорес»             | «Сьенсьяс»               |

### По командам
| Команда                                                                                     | Титулов | Годы                                                                         | Регион             |
| ------------------------------------------------------------------------------------------- | ------- | ---------------------------------------------------------------------------- | ------------------ |
| «Вальядолид»                                                                                | 13      | 1999, 2001, 2012, 2013, 2014, 2015, 2017, 2018, 2019, 2020, 2021, 2023, 2024 | Кастилия и Леон    |
| «Аркитектура»                                                                               | 9       | 1974, 1975, 1977, 1981, 1982, 1986, 1988, 1990, 1995                         | Флаг Мадрида       |
| «Эль Сальвадор»                                                                             | 8       | 1991, 1998, 2003, 2004, 2007, 2008, 2010, 2016                               | Кастилия и Леон    |
| «Сантбойана»                                                                                | 8       | 984, 1987, 1989, 1996, 1997, 2005, 2006, 2022                                | Флаг Каталонии     |
| «Мадрид»                                                                                    | 5       | 1971, 1972, 1973, 2000, 2009                                                 | Флаг Мадрида       |
| «Атлетико» (Сан-Себастьян)                                                                  | 3       | 1970, 1978, 1979*                                                            | Флаг Страны Басков |
| «Барселона»                                                                                 | 2       | 1953, 1954                                                                   | Флаг Каталонии     |
| «Метрополитано» (Мадрид)                                                                    | 2       | 1979*, 1980                                                                  | Флаг Мадрида       |
| «Сьенсьяс»                                                                                  | 2       | 1992, 1994                                                                   | Андалусия          |
| «Сиснерос»                                                                                  | 2       | 1976, 1985                                                                   | Флаг Мадрида       |
| «Амигос дель Рагби»                                                                         | 1       | 1979*                                                                        | Андалусия          |
| «Корнелья»                                                                                  | 1       | 1979*                                                                        | Флаг Каталонии     |
| «Валенсия»                                                                                  | 1       | 1983                                                                         | Флаг Валенсии      |
| «Гечо Артеа»                                                                                | 1       | 1993                                                                         | Флаг Страны Басков |
| «Алькобендас»                                                                               | 1       | 2002                                                                         | Флаг Мадрида       |
| «Ла Вила»                                                                                   | 1       | 2011                                                                         | Флаг Валенсии      |
| *Сезон 1978/79 проведён в четырёх группах, и по его итогам было определено четыре чемпиона. |         |                                                                              |                    |